# Somlyó György
Somlyó György (Balatonboglár, 1920. november 28. – Budapest, 2006. május 8.) Kossuth-díjas és többszörös József Attila-díjas magyar költő, író, esszéíró, műfordító, a párizsi Mallarmé Akadémia tagja, a Széchenyi Irodalmi és Művészeti Akadémia (1992) és a Digitális Irodalmi Akadémia (1998) alapító tagja, számtalan díj és elismerés birtokosa, a Magyar Költészet Napjának kezdeményezője.
Somlyó Zoltán, a Nyugat első nemzedékéhez tartozó költő fia. Somlyó Zoltán unokája, Somlyó György fia: Somlyó Bálint (1957–) esztéta, filozófus, az ELTE BTK Esztétika Tanszékének docense.

## Élete

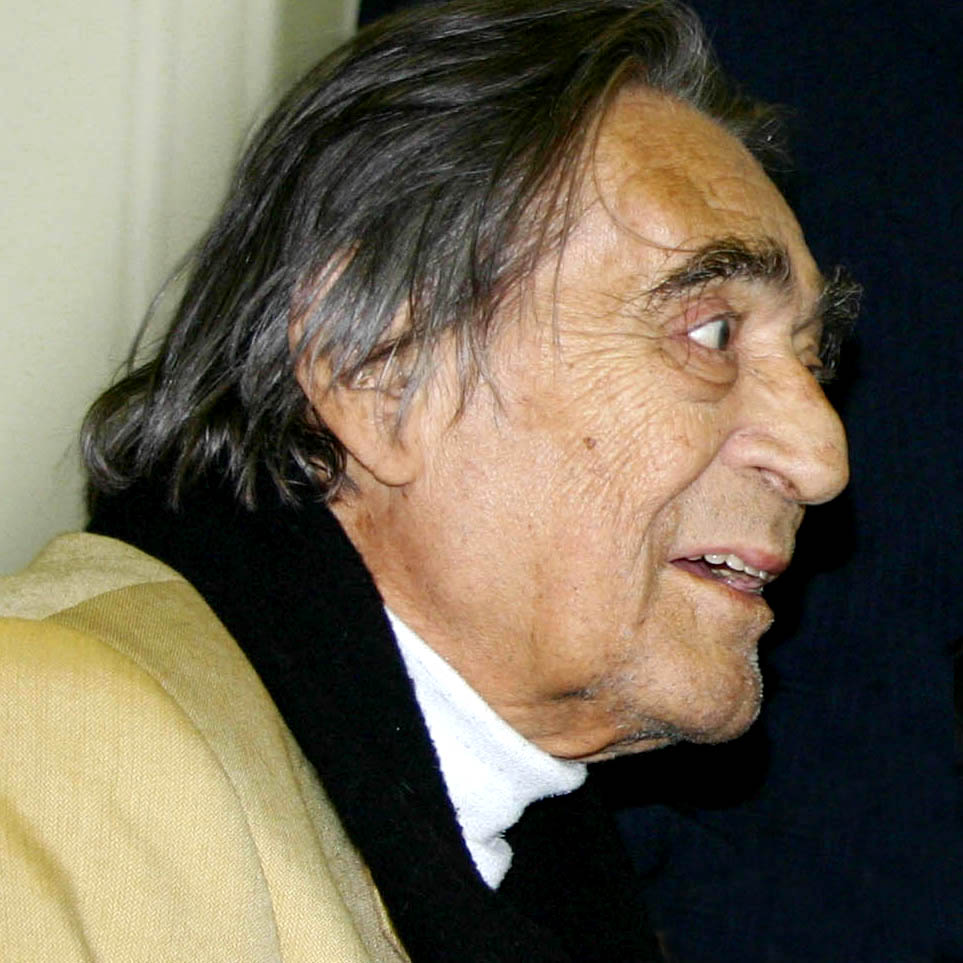
Somlyó egyik utolsó felvétele 2005 decemberében, a Műcsarnokban rendezett, Lossonczy Tamás festőművész kiállításmegnyitóján

Somlyó György fiatalon a Nyugat költői közé tartozott. Gyermekkori barátja volt Devecseri Gábor és Karinthy Ferenc. Személyes kapcsolatban állt Radnóti Miklóssal, Kosztolányi Dezsővel, József Attilával is. Kapcsolatba került az Újholddal, hatott rá a francia szürrealizmus.
1941 és 1944 között többször behívták munkaszolgálatra. 1945-ben a pesti bölcsészkarra, 1946 novemberében (francia ösztöndíjjal) a Sorbonne-ra iratkozott be. 1948-ban és 1949-ben a Nemzeti Színháznál volt dramaturg, majd 1950-ig a Hunnia Filmgyár lektorátusának vezetője.
1954–55-ben a Magyar Rádió Irodalmi Osztályát vezette.
1958-ban az ő szerkesztésében és előszavával jelent meg a Francia költők antológiája és Rimbaud teljes életművének első magyar kiadása. Egymás után jelentek meg verseskötetei, tanulmányai.
Franciaországban és Olaszországban élt egy ideig. 1965-ben jelent meg Párizsban első francia fordítású verseskönyve, a Souvenir du Présent. 1966-ban megalapította az Arion című többnyelvű irodalmi almanachot, amelynek 1987-ig volt főszerkesztője.
Költészetében szinte minden versforma megtalálható a szabadverstől a szonettig. Önéletrajzi ihletésű prózai munkái mellett tanulmányköteteket és műfordításokat is megjelentetett.

## Művei

### 1944-ig
- A kor ellen. Versek; szerzői, Budapest, 1939
- Adónis siratása; Officina, Budapest, 1942

### 1945–1956
- Láttátok-e? Versek; Hungária, Budapest, 1948
- Kérdés és felelet. Tanulmányok; Franklin, Budapest, 1949
- Seregszemle. Versek; Hungária, Budapest, 1950
- Példák és feladatok. Irodalmi tanulmányok; Művelt Nép, Budapest, 1951
- A béke erdeje. Versek és versfordítások; Szépirodalmi, Budapest, 1951
- Vallomás a békéről. Költemény; Szépirodalmi, Budapest, 1953
- A Visztula sellője. Lengyelországi útinapló; Szépirodalmi, Budapest, 1954
- Jegenyék a parton; Szépirodalmi, Budapest, 1955
- Talizmán; Szépirodalmi, Budapest, 1956
- Ablakban; Magvető, Budapest, 1956

### 1957–1989
- Emlék a jelenről. Versek; Szépirodalmi, Budapest, 1958
- Ami élni segít; Magvető, Budapest, 1960
- Tó fölött, ég alatt. Válogatott versek; Szépirodalmi, Budapest, 1962
- A költészet évadai, 1-4.; Magvető, Budapest, 1963–1975
  - 1. 1963
  - 2. 1963
  - 3. 1973
  - 4. Két szó között; 1975
- Tó fölött, ég alatt. Válogatott versek; 2., bővített kiadás; Szépirodalmi, Budapest, 1965
- Szemfényvesztő fügefa. Versek; Szépirodalmi, Budapest, 1963
- Tó fölött, ég alatt. Válogatott versek; 2., bővített kiadás; Szépirodalmi, Budapest, 1965
- Souvenir du présent. Choix de poèmes; franciára fordította: Charles Dobzynski, Eugène Guillevic; Seghers, Paris, 1965 (Auteur du monde)
- Mesék a mese ellen. Költemények prózában; Szépirodalmi, Budapest, 1967
- Füst Milán. Emlékezés és tanulmány; Szépirodalmi, Budapest, 1969 (Arcok és vallomások)
- Hármastükör, 1-3.; Budapest : Szépirodalmi, Budapest, 1970 
  - 1. Válogatott versek
  - 2. Válogatott tanulmányok
  - 3. Válogatott műfordítások
- A mesék második könyve; Szépirodalmi, Budapest, 1972
- A mesék könyve; Szépirodalmi, Budapest, 1974
- Épp ez; Szépirodalmi, Budapest, 1976
- Árnyjáték; Magvető, Budapest, 1977
- A költészet vérszerződése; Szépirodalmi, Budapest, 1977
- Összegyűjtött versek, 1-2.; Szépirodalmi, Budapest, 1978
  - 1. 1937–1976. Arión éneke
  - 2. 1942–1976. Kőkörök
- 1977–1978. Új versek; Békés megyei Könyvtár, Békéscsaba, 1979
- "Modernnek kell lenni mindenestül"; Magvető, Budapest, 1979 (Gyorsuló idő)
- "Másutt"; Szépirodalmi, Budapest, 1979
- Philoktétész sebe. Bevezetés a modern költészetbe; Gondolat, Budapest, 1980
- Piero della Francesca. Arezzo, San Francesco templom, XV. század; Veszprémi Nyomda, Veszprém, 1980
- Szerelőszőnyeg; Szépirodalmi, Budapest, 1980
- Picasso. Bemutatja Somlyó György; Magyar Helikon, Budapest, 1981
- Megíratlan könyvek; Szépirodalmi, Budapest, 1982
- Részletek egy megírhatatlan versesregényből; Magvető, Budapest, 1983
- Rámpa. Regény; Szépirodalmi, Budapest, 1984
- Que cela. Choix de poèmes. 1962–1985; franciára fordította: Paul Chaulot et al.; Belfond, Paris, 1986
- Parisiens Versek (eredetileg franciául) Edition PAP
- Ami rajtam túl van. Válogatott versek, 1937–1986; Szépirodalmi, Budapest, 1988
- A költészet ötödik évada. Tanulmányok, 1981–1987; Magvető, Budapest, 1988
- Die Rampe. Roman (Rámpa); németre fordította: Peter Scharfe; Volk und Welt, Berlin, 1988
- A macska tízezer létezésmódja. Somlyó György versciklusa. Szántó Piroska krétarajzai; Corvina, Budapest, 1989
- A boglári parton; Vikár Béla Művelődési Ház, Boglárlelle, 1990

### 1990–
- Palimpszeszt; Orpheusz Könyvek, Budapest, 1990
- Párizsi kettős. Regény; Szépirodalmi, Budapest, 1990
- Talizmán. 101 szonett. 1953–1988; Interart, Budapest, 1990
- Városok; Cserépfalvi, Budapest, 1991
- Nem titok; ill. Sváby Lajos; Jelenkor, Pécs, 1992
- Füst Milán vagy A lesütöttszemű ember. Emlékezés és tanulmány; Balassi, Budapest, 1993
- Az elvitathatatlan hely. Tanulmányok; Magyar Írószövetség–Belvárosi, Budapest, 1994 (Bibliotheca Hungarica)
- A negyedik szoba. Versek, 1992–1993; Seneca, Budapest, 1994 (Thesaurus)
- Rámpa. Regény; 2. jav. kiad.; Ab Ovo, Budapest, 1995
- Tóth László: Szó és csend. Tizenegy beszélgetés. Csiki László, Fodor András, Géczi János, Kukorelly Endre, Petőcz András, Somlyó György, Tornai József, Tőzsér Árpád, Vasadi Péter, Vörös István, Zalán Tibor; JAMK–Új Forrás Szerk, Tatabánya, 1996 (Új Forrás könyvek)
- Törésvonalak; Seneca, Budapest, 1997
- Seb és kés. Válogatott versek, 1972–1997; Seneca, Budapest, 1998
- Mesék a mese ellen / Contrefables; franciára fordította: Guillevic, Lorand Gaspar, előszó Guillevic, ill. a szerző; Jelenkor, Pécs, 1999
- Cantata Tremenda. Bírák könyve 19-21; Tótfalusi Kis Miklós Ipari Műszaki Szakközépiskola, Budapest, 2000 ("Génius" könyvek)
- Philoktétésztől Ariónig. Válogatott tanulmányok, 1-2.; Jelenkor, Pécs, 2000
- Somlyó György válogatott versei; utószó Lator László; Unikornis, Budapest, 2000 (A magyar költészet kincsestára)
- Önéletrajzaimból; Enciklopédia, Budapest, 2001
- Lignes de fracture. Choix de poèmes 1974–1999; franciára fordította: Lorand Gaspar, Sarah Clair; Belin, Paris, 2001 (L'extrême contemporain)
- Ahol van. Versek, 1997–2002; Jelenkor, Pécs, 2002
- A vers – a versben; Jelenkor, Pécs, 2004
- Talizmán. 138 szonett; Enciklopédia, Budapest, 2005
- Írjak? Ne írjak?; Nap, Budapest, 2005 (Magyar esszék)
- Somlyó György; vál., szerk., tan., jegyz. Tomaji Attila; Alexandra, Pécs, 2005 (Kossuth-díjas írók)
- Favole contro la favola; szerk. Cinzia Franchi, Nóra Pálmai; Lithos, Roma, 2007 (Podium Pannonicum, 5.)

## Műfordításai
- Paul Valéry: Válogatott versei és oxfordi előadása a költészetről (1945)
- William Shakespeare: II. Richárd (1949)
- André Gide: A tékozló fiú hazatérése (1957)
- Szélrózsa.. Összegyűjtött versfordítások, 1-2.; Magvető, Budapest, 1958–1965
  - 1. 1938–1958
  - 2. Huszadik század
- Jean Anouilh: Médeia (1959)
- Ismeretlen szerző: Fevershami Arden (1961)
- Victor Hugo: Marion Delorme (1962)
- Alphonse de Lamartine: Graziella (1963)
- Jean Racine összes drámái (1963). Budapest, Magyar Helikon. Phaedra. Somlyó György fordításában lásd 607–672. p.
- Honoré de Balzac: Újabb tanulmány a nőkről (1963)
- Octavio Paz: Napköve
- Kavafisz: A barbárokra várva (1968 – Vas Istvánnal)
- Szélrózsa. Összegyűjtött versfordítások, 1-2.; javított, bővített kiadás; Magvető, Budapest, 1973
- Paul Valéry: Két párbeszéd (1973)
- Eugène Guillevic: Val, vel (1973)
- Az utazás. Francia költők antológiája Charles Baudelaire-től Marc Cholodenkóig; Magvető, Budapest, 1984
- "Miért hal meg az ember?". Drámafordítások; Szépirodalmi, Budapest, 1984
- Jorge Luis Borges: Okok, jelek, dolgok (1984) – A másik, aki ugyanaz (1990)
- Octavio Paz: A meztelen jelenés – Marcel Duchamp (1990 – Csuday Csabával)
- Georges Bataille: A szem története – Madame Edwarda (1991)
- Szélrózsa. Összegyűjtött versfordítások, 1-3.; Tevan, Békéscsaba, 1993–1998
  - 1. Klasszikusok; jegyz. Szilágyi János György; 3. javított, bővített kiadás; 1993
  - 2. Az utazás. Francia költők antológiája Baudelaire-től napjainkig; 2. bővített, javított kiadás; 1995
  - 3. XX. század; 3. javított, bővített kiadás; 1998
- Paul Valéry: Füzetek (1997)
- Louis Aragon válogatott versei (1964) – a kötetet szerkesztette és a művek jelentős részét fordította

## Díjai
- József Attila-díj (1950, 1951, 1954, 1966)
- Officier de l'Ordre des Arts et des Lettres (1984)
- Déry Tibor-díj (1987)
- Forintos-díj (1987)
- A Magyar Köztársaság Zászlórendje (1990)
- Kassák Lajos-díj (1992)
- Illyés Gyula-díj (1994)
- Magyar PEN Emlékérem (1994)
- Gabriela Mistral Emlékérem (1996)
- Kossuth-díj (1997)
- Budapestért díj (1998)[1]
- A Jelenkor Kiadó Könyvdíja (2000)
- Füst Milán-díj (2001)
- Pablo Neruda-emlékérem (2004)